# Lwenapithekus Samussuku
Hitler Jessy Tshikonde, também conhecido por Lwenapithekus Samussuku (Luena, 31 de dezembro de 1989), é um cientista social, músico e ativista político angolano.
Foi candidato à deputado pela plataforma Frente Patriotica Unida na qual fazem parte os partidos políticos União Nacional para a Independência Total de Angola (UNITA), Bloco Democrático e PRA JÁ-Servir Angola.

## Biografia
Nasceu na cidade de Luena, na província do Moxico, filho de Doroteia Mussavo Jessy e Kanyimbo Tshikonde. Cedo partiu para a capital de Luanda devido a guerra civil.

### Educação
É mestre em Política Social pela Universidade de Brasília UnB , licenciado em ciências políticas pela Universidade Agostinho Neto. No seu trabalho de fim do curso, abordou a questão da legitimidade política em Angola, obteve a nota final de 18 valores.

### Activismo musical e político
Entrou no Hip hop muito cedo, mas só em 2008 é que se integrou ao grupo de hip hop de intervenção conhecido por Movimento Hip Hop Terceira Divisão, em que foi porta-voz. Aos 20 de junho de 2015, foi detido pelas autoridades angolanas acusado inicialmente de tentativa de golpe de Estado, e mais tarde de actos subversivos contra a segurança do Estado com mais 16 companheiros. A partir de 2016, iniciou uma colaboração com o activista José Patrocínio, através da associação cívica Omunga num programa designado a construir uma estratégia de intervenção política entre os activistas das diversas províncias de Angola.[carece de fontes?] A estratégia propunha fomentar movimentos sociais centrados nos problemas das comunidades: Projecto AGIR, Plataforma Cazenga em Acção, Mudar Viana, Núcleo Belas em Acção, Lauleno (Moxico), Okulinga (Matala), Bloco Despertar (Namibe), Balumuka (Malanje).[carece de fontes?]
Em 2017, foi vítima de uma agressão policial na sequência de uma marcha política, onde os agentes o teriam atingido com bastões e o arrastado para uma carrinha policial. Uma das fotos que apresentou mostrava um corte profundo na testa, que disse ter requerido pontos.
No dia 10 de maio de 2019, Lwenapithekus Samussuku foi preso por agentes da segurança do Estado por ter feito um vídeo a criticar duramente o presidente de Angola. A Human Rights Watch condenou a acção praticada pelas autoridades angolanas num comunicado público. Três dias depois, o activista foi liberto pela Procuradoria-Geral de Angola para responder em liberdade.
Aos 22 de junho de 2019, foi eleito na assembleia ordinária da associação cívica Handeka como o novo vice-presidente. A eleição veio após ganhar bastante protagonismo pelo movimento 15+2.
Em setembro de 2019 o Serviço de Investigação Criminal (SIC) o convocou para saber da sua disponibilidade para pedir desculpas ao Presidente João Lourenço, por causa de um vídeo na qual as autoridades classificam como critico a figura do Chefe de Estado. Como resposta, disse apenas que "não tenho nada a declarar".
Aos 23 de janeiro de 2020, Lwenapithekus Samussuku e outros activistas ficaram detidos das 9h00 às 16h30 na sequência de uma manifestação a favor do Pacote Legislativo Autárquico.